# Mechanisches Versagen

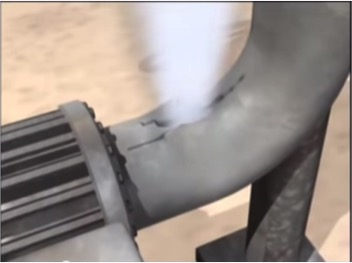
Versagen einer Rohrleitung durch Rissbildung

Mechanisches Versagen oder kurz das Versagen ist ein zumeist nicht tolerierbares Verhalten eines Bauteils oder Werkstoffs.:110
Entsprechend wird auch vom Materialversagen, Werkstoffversagen oder Bauteilversagen gesprochen. Letzteres bedeutet, dass seine Funktion nicht mehr gewährleistet oder das Risiko eines Weiterbetriebs zu groß ist. Ursachen für Versagen können sein:
- Unzulässig große Verformung, einschließlich Knicken, Kippen und Beulen
- Rissbildung und eventuell Bruch
- Korrosion
- Verschleiß oder
- Kombinationen davon.

Unter bestimmten Bedingungen gehört das Versagen jedoch zur erwünschten Funktion des Objekts wie beim Herausbrechen von SIM-Karten aus einer Full-Size-SIM entlang von Sollbruchstellen oder bei der Zerstörung der aus Verbund-Sicherheitsglas bestehenden Windschutzscheibe beim Kopfaufprall eines Fußgängers auf ein Kraftfahrzeug. Die erhöhte Energieabsorption beim Bruch bei gleichzeitiger Steigerung des Verzögerungswegs verringert hier das Verletzungsrisiko der Unfallopfer.
Die ingenieurwissenschaftliche Praxis ist durch den Einsatz aller Werkstoffgruppen, insbesondere der Metalle, Keramiken, Polymere und Faserverbundwerkstoffe geprägt, die für sie typische Versagensarten aufweisen. Das Wissen um die Verformungsmechanismen im Werkstoff vermeidet unerwartetes Werkstoffversagen.:V

## Material- oder Werkstoffversagen
Diese Versagensarten haben lokale Ursachen, die insbesondere von der Größe des versagenden Körpers unabhängig sind und innere Punkte im Inneren lassen (keine Rissbildung).

### Plastische Verformung
Die plastische Verformbarkeit eines Werkstoffs kann in der Herstellung erwünscht sein und ausgenutzt werden, beispielsweise beim Tiefziehen oder Schmieden. Im Betrieb kann plastische Verformung jedoch zum Versagen führen, da bei ihr große Deformationen auftreten. Dann kann die Grenze zwischen elastischer- und plastischer Verformung ein Versagenskriterium sein. Die Zugfestigkeit ist im Allgemeinen nur wenig größer als die Fließgrenze,:110 sodass ihr Erreichen einen Bruch ankündigt und bei rechtzeitigem Erkennen Abhilfe geschaffen werden kann.:63

### Ermüdungsversagen
Die ständige Wiederholung gleicher oder ähnlicher Belastungen kann zu Materialermüdung führen, nach der der Werkstoff nur noch geringere Lasten als im statischen Fall erträgt. Ein Versagen muss sich auch bei duktilen Materialien nicht durch große plastische Deformationen oder äußerlich sichtbare Risse ankündigen, so dass eine Bauteilschädigung schwieriger zu erkennen ist als bei statischer Beanspruchung und die Gefahr katastrophalen Versagens deshalb besonders groß ist.:335 Metalle, Keramiken, Polymere und Faserverbundwerkstoffe zeigen für sie typisches Ermüdungsverhalten und damit Ermüdungsversagen.:339ff

### Korrosion
Korrosion kann zu Rissen und Brüchen führen. Beispielsweise reduziert sich durch Wasserstoffversprödung bei hochfesten metallischen Werkstoffen, insbesondere ferritischen Stählen, ihre Spaltfestigkeit, sodass Spaltbrüche – auch durch Eigenspannungen – begünstigt werden.:117 Weiters kann ein korrosives Medium in Risse eindringen und lokal die Bruchzähigkeit vermindern. Der Riss kann dann auch bei unterkritischer Belastung weiterwachsen, bis er auf ungeschädigtes Material trifft, wo sich der Vorgang wiederholt, der als unterkritisches Risswachstum bezeichnet wird.:150

### Sprödes Versagen
Das spröde Versagen ist nicht vorhersehbar und sehr gefährlich, da es zu keiner Ankündigung des Versagens kommt. Beispiele für spröde versagende Werkstoffe sind keramische Werkstoffe, Stein und Beton.

## Bauteilversagen
Bauteilversagen liegt vor, wenn ein Bauteil den Festigkeitsnachweis nicht besteht. Dieser zeigt auf, ob die Belastbarkeit einer Konstruktion bzw. die Festigkeit des Werkstoffs mit ausreichender Sicherheit ein mechanisches Versagen unter den vorgesehenen Belastungen und den maßgebenden Bedingungen ausschließen. Analoge Aufgaben haben der Tragfähigkeits-, Stabilitäts- oder Standsicherheitsnachweis.
Die hier aufgeführten Versagensarten sind von der Form des versagenden Körpers abhängig oder basieren auf Rissbildung.

### Rissbildung und Bruch
Die kritischste Art des Versagens ist der Bruch oder Ausbruch bzw. das Reißen oder Spalten, bei dem ein komplettes Bauteilversagen auftritt. Brüche und Risse können in drei Klassen eingeteilt werden::110
1. mechanisch bedingte, mit den Unterarten
  - Gewaltbruch, bei dem die Belastung, die diesen Bruch ausgelöst hat, vorwiegend monoton sowie mäßig schnell bis schlagartig bis zum Bruch gesteigert wurde,[1]:110
  - Schwingbruch oder Ermüdungsbruch, durch zyklische Belastungen,[1]:110
  - Spaltbruch, der mikroskopisch (nahezu) verformungslos senkrecht zur größten Zugspannung erfolgt.[1]:113
  - Gleitbruch: Er bildet sich unter plastischer Verformung durch Abgleiten in Richtung der Ebenen maximaler Schubspannung. Er tritt deshalb nur bei duktilem Werkstoffverhalten auf. Mikroskopisch ist ein Gleitbruch immer duktil, kann aber bei Behinderung von Verformungen makroskopisch als Sprödbruch auftreten.[1]:110
2. Kriechbruch bei länger kriechbeanspruchten Werkstoffen, wo das Material meist nicht im Korninneren, sondern überwiegend an den Korngrenzen versagt.[1]:402
3. korrosionsbedingte Risse und Brüche, siehe oben.

### Elastische Verformung
Materialien können per definitionem ohne Schaden zu nehmen elastische Verformungen ertragen. Wenn diese jedoch so groß sind, dass die Funktion des Bauteils nicht mehr erfüllt wird, führt auch die elastische Verformung zu Bauteilversagen.

### Stabilitätsversagen
Beim Stabilitätsversagen knickt beispielsweise eine unter Druck beanspruchte Stütze seitlich aus, bevor diese ihre Grenze der aufnehmbaren Spannungen erreicht. Biegeträger können unter Biegeknicken versagen, bei welchem die Druckgurte der Biegeträger, also i. d. R. die obere Seite der Balken seitlich wegknicken. Bei Walzprofilen aus Stahl, wie z. B. den Doppel-T-Trägern kann zusätzlich noch ein Biegedrillknicken auftreten. Das Beulen ist die Entsprechung bei Flächentragwerken.